# Margarosticha nesiotes
Margarosticha nesiotes là một loài bướm đêm trong họ Crambidae.